# Andrea Flesch
Pour les articles homonymes, voir Flesch.
Andrea Flesch, née en 1990, est une costumière et styliste hongroise.

## Biographie
Andrea Flesch vit et travaille à Budapest.

## Filmographie partielle
- 1987 : Tiszta Amerika
- 1987 : Hol volt, hol nem volt
- 1988 : Szerelem második vérig
- 1989 : Túsztörténet
- 1990 : Szédülés
- 1990 : Szoba kiáltással
- 1991 : Félálom
- 1994 : Jó éjt, királyfi
- 1995 : The Zone
- 1999 : Gloomy Sunday - Ein Lied von Liebe und Tod
- 2003 : The Tulse Luper Suitcases, Part 1: The Moab Story
- 2003 : The Tulse Luper Suitcases: Antwerp
- 2004 : The Tulse Luper Suitcases, Part 2: Vaux to the Sea
- 2004 : The Tulse Luper Suitcases, Part 3: From Sark to the Finish
- 2005 : Csudafilm
- 2005 : A Life in Suitcases
- 2006 : Kruistocht in spijkerbroek
- 2007 : Boldog új élet
- 2007 : Mrs. Ratcliffe's Revolution
- 2008 : Amusement
- 2008 : Kaméleon
- 2008 : Valami Amerika 2
- 2009 : Svik
- 2011 : The Other Side of Sleep
- 2013 : Open Grave
- 2013 : Zipi y Zape y el club de la canica
- 2014 : The Duke of Burgundy
- 2015 : Extinction
- 2015 : L'Enfance d'un chef
- 2016 : Tiszta szívvel
- 2016 : The Man Who Was Thursday
- 2016 : Zipi y Zape y la Isla del Capitán
- 2017 : Budapest Noir
- 2018 : Colette
- 2019 : Midsommar
- 2022 : La Ruse (Operation Mincemeat) de John Madden
- 2025 : Death of a Unicorn d'Alex Scharfman

## Distinctions
- (en) Andrea Flesch: Awards, sur l'Internet Movie Database